# 이과가 사랑에 빠졌기에 증명해보았다
《이과가 사랑에 빠졌기에 증명해보았다》(理系が恋に落ちたので証明してみた。)는 야마모토 아리프레드가 원작한 일본의 만화이다. 『코믹 메테오』에서 2016년 3월 15일에 다 읽고 게재한 후, 같은 해 5월 25일부터 연재중. 서로 호의를 갖고 있는 주인공 두 사람이 연애 감정이 무엇인지 이론적으로 풀어내려는 러브 코미디 작품.
2020년 1월의 시점에서 누계 100만부 초과.

## 줄거리
이과의 최고 학부, 국립 사이타마 대학 이공학부 연구과의 대학원 1학년, 히무로 아야메는 어느 날, 같은 연구 멤버의 유키무라 신야에 생각을 알린다. 그러나, 이과의인 두 사람은 연애 감정을 증명하기 위해, 다른 연구실의 멤버도 말려 들게 한 연구를 개시한다.